# Strib Station
Strib Station var en jernbanestation i Strib på Nordvestfyn.
I 1865 åbnede Den fynske hovedbane mellem Nyborg og Middelfart. Herfra var der forbindelse videre med færge over Lillebælt til Snoghøj. Jernbanens fortsættelse i Jylland blev bremset af krigen i 1864. Efter det danske nederlag valgte man af militære hensyn, at den nye banegård i Fredericia skulle ligge inden for byens beskyttende volde, hvorfor Strib blev valgt som endestation for den fynske bane. Herfra var der allerede færgefart direkte til Fredericia. Forlængelsen fra Middelfart til Strib blev indviet 1. november 1866 samtidig med Fredericia-Vamdrup-Farris-banen gennem Jylland til den tyske grænse. I 1872 blev Danmarks første jernbanefærge taget i brug på overfarten Strib-Fredericia. Den havde plads til 5-6 jernbanevogne.

## Stribbanen
Efter Lillebæltsbroens indvielse i 1935 blev det ene spor mellem Middelfart og Strib taget op. Det andet blev brugt som godsbane, kaldet Stribbanen, som bl.a. transporterede materialer til fabrikken El Tin, der var etableret på det tidligere stationsområde i Strib og blev nedlagt i 1996.
Den oprindelige jernbanebygning var tegnet af N.P.C. Holsøe. Den brændte i 1995 og blev revet ned. Den nyeste stationsbygning, der blev opført i 1903, eksisterer heller ikke mere. Stribbanens spor blev taget op i 2000. De to gamle færgelejer danner nu rammen om Strib Bådehavn. Den nordvestlige del af stationsterrænet er bebygget med private boliger, og den sydøstlige del er vinteropbevaringsplads for bådene. Den eneste rest af stationsbygningerne er den gamle smedje, og ved bassinkanten ser man de store pullerter fra færgetiden.